# 2010年アメリカ合衆国選挙
2010年アメリカ合衆国選挙は、アメリカ合衆国で2010年11月2日に行われた中間選挙である。全435あるアメリカ合衆国下院のすべての議席と、全100あるアメリカ合衆国上院の37の議席が改選となる。

## 結果
勢力の変動(上院は非改選も含む)
- 上院 - 共和党 41 → 47、民主党　57 → 51、無所属 2 → 2
- 下院 - 共和党 179 → 242、民主党 256 → 193